# Conversão de expressões regulares para AFD/AFN
Conversão de expressões regulares para AFD/AFN é um procedimento utilizado para, dada uma expressão regular (ER), transformá-la em um autômato finito não determinístico(AFN), e deste para um autômato finito determinístico(AFD).

## De ER para AFN
Para converter uma ER R para um AFN N, devemos considerar 6 casos, sendo os três primeiros casos considerados casos-base e os três últimos casos "recursivos":

### Caso 1: R = a
Seja R = a, para algum a em Σ. Então basta construirmos o seguinte AFN que reconhece {\displaystyle L(R)}:
{\displaystyle Q=\{q_{1},q_{2}\}}
{\displaystyle q_{0}=q_{1}}
{\displaystyle q_{acc}=\{q_{2}\}}
{\displaystyle \delta (q_{1},a)=q_{2}}

### Caso 2: R = ε
Se R = ε, o seguinte AFN reconhece {\displaystyle L(R)}:
{\displaystyle Q=\{q_{1}\}}
{\displaystyle q_{0}=q_{1}}
{\displaystyle q_{acc}=\{q_{1}\}}
{\displaystyle \delta (q,a)=\emptyset ,\forall q\in Q,\forall a\in \Sigma }

### Caso 3: R = {}
Se R = {\displaystyle \emptyset }, o seguinte AFN reconhece {\displaystyle L(R)}:
{\displaystyle Q=\{q_{1}\}}
{\displaystyle q_{0}=q_{1}}
{\displaystyle q_{acc}=\emptyset }
{\displaystyle \delta (q,a)=\emptyset ,\forall q\in Q,\forall a\in \Sigma }

### Caso 4: R = A U B
Se R = A U B, e A e B são expressões regulares, construa o seguinte AFN N para reconhecer L(R), a partir dos AFNs J e K para A e B, respectivamente:
Sejam
{\displaystyle J=(Q_{1},\Sigma ,{\delta }_{1},q_{1},F_{1})}
{\displaystyle K=(Q_{2},\Sigma ,{\delta }_{2},q_{2},F_{2})}
Então,
{\displaystyle N=(Q_{1}\times Q_{2},\Sigma ,{\delta },(q_{1},q_{2}),F)}
Tal que
{\displaystyle \delta ((r_{1},r_{2}),a)=({\delta }_{1}(r_{1},a),{\delta }_{2}(r_{2},a))}
e
{\displaystyle F=\{(r_{1},r_{2})|r_{1}\in F_{1}\vee r_{2}\in F_{2}\}}

### Caso 5: R = A o B
Se R = A o B(concetenação entre A e B), e A e B são expressões regulares, construa o seguinte AFN N para reconhecer L(R), a partir dos AFNs J e K para A e B, respectivamente:
Sejam
{\displaystyle J=(Q_{1},\Sigma ,{\delta }_{1},q_{1},F_{1})}
{\displaystyle K=(Q_{2},\Sigma ,{\delta }_{2},q_{2},F_{2})}
Então,
{\displaystyle N=(Q_{1}\cup Q_{2},\Sigma ,{\delta },q_{1},F_{2})}
Tal que {\displaystyle \delta } é:
{\displaystyle q\in Q_{1}\wedge q\notin F_{1}\rightarrow \delta (q,a)={\delta }_{1}(q,a)}
{\displaystyle a\neq \epsilon \wedge q\in F_{1}\rightarrow \delta (q,a)={\delta }_{1}(q,a)}
{\displaystyle a=\epsilon \wedge q\in F_{1}\rightarrow \delta (q,a)={\delta }_{1}(q,a)\cup \{q_{2}\}}
{\displaystyle q\in Q_{2}\rightarrow \delta (q,a)={\delta }_{2}(q,a)}

### Caso 6: R = A*
Se R = A*, e A é uma expressão regular, construa o seguinte AFN N para reconhecer L(R), a partir do AFN J que reconhece A, respectivamente:
Sejam
{\displaystyle J=(Q_{1},\Sigma ,{\delta }_{1},q_{1},F_{1})}
Então,
{\displaystyle N=(Q_{1}\cup \{q_{0}\}_{2},\Sigma ,{\delta },q_{0},F_{1}\cup \{q_{0}\})}
Tal que {\displaystyle \delta } é:
{\displaystyle q\in Q_{1}\wedge q\notin F_{1}\rightarrow \delta (q,a)={\delta }_{1}(q,a)}
{\displaystyle a\neq \epsilon \wedge q\in F_{1}\rightarrow \delta (q,a)={\delta }_{1}(q,a)}
{\displaystyle a=\epsilon \wedge q\in F_{1}\rightarrow \delta (q,a)={\delta }_{1}(q,a)\cup \{q_{1}\}}
{\displaystyle q=q_{0}\wedge a=\epsilon \rightarrow \delta (q,a)=\{q_{1}\}}
{\displaystyle q=q_{0}\wedge a\neq \epsilon \rightarrow \delta (q,a)=\emptyset }

## De AFN para AFD
Seja o AFN {\displaystyle N=(Q,\Sigma ,{\delta },q_{0},F)} e o AFD {\displaystyle D=(Q',\Sigma ,{\delta }'_{1},q_{0}',F')}.
Para convertermos o AFN N para o AFD D, temos quatro casos mais simples, onde setas {\displaystyle var\epsilon } não são levadas em consideração:
{\displaystyle Q'=P(Q)}
Todo estado de D é um conjunto de estados de N, sendo P(Q) o conjunto de subconjuntos de Q.
{\displaystyle \delta '(R,a)=\bigcup _{r\in R}\delta (r,a)}
Ou seja, {\displaystyle \delta '} é a união dos conjuntos {\displaystyle \delta (r,a)} para todo r pertencente a R.
{\displaystyle q_{0}'={q_{0}}}
D começa no estado correspondente à coleção contendo somente o estado inicial de N.

F' = {R {\displaystyle \epsilon } Q' | R contém um estado de aceitação de N}
A máquina D aceita se um dos possíveis estados nos quais N poderia estar nesse ponto é um estado de aceitação.

Para considerar as setas {\displaystyle \varepsilon }, é preciso fixar um pouco mais de notação. Para qualquer estado R de D, definimos E(R) como a coleção de estados que podem ser atingidos a partir de R indo somente ao longo de setas {\displaystyle \varepsilon }, incluindo os próprios membros de R. Formalmente, para R {\displaystyle \subseteq } Q seja E(R) = {q | q pode ser atingido a partir de R viajando-se ao longo de 0 ou mais setas {\displaystyle \varepsilon }}.
Então modificamos a função de transição de D para colocar dedos adicionais sobre todos os estados que podem ser atingidos indo ao longo de setas {\displaystyle \varepsilon } após cada passo. Substituindo {\displaystyle \delta (r,a)} por {\displaystyle E(\delta (r,a))} dá esse efeito. Consequentemente, {\displaystyle \delta (R,a)'} = {q {\displaystyle \in } Q | {\displaystyle q\in E(\sigma (r,a)}) para algum r {\displaystyle \in } R}.

Adicionalmente, precisamos modificar o estado inicial de D para mover os dedos inicialmente para todos os estados possíveis que podem ser atingidos a partir do estado inicial de N ao longo das setas {\displaystyle \varepsilon }. Mundando {\displaystyle q_{0}'} para {\displaystyle E(\{q_{0}\})} dá esse efeito. Agora completamos a construção do AFD D que simula o AFN N.